# Маунтин Сентер (Калифорнија)
Маунтин Сентер (енгл. Mountain Center) насељено је место без административног статуса у америчкој савезној држави Калифорнија.

## Демографија
По попису из 2010. године број становника је 63.
| Група             | 2000.    | 2010.      |
| Белци             | 0 (0,0%) | 46 (73,0%) |
| Афроамериканци    | 0 (0,0%) | 0 (0,0%)   |
| Азијати           | 0 (0,0%) | 1 (1,6%)   |
| Хиспаноамериканци | 0 (0,0%) | 15 (23,8%) |
| Укупно            | 0        | 63         |